# Plage de Corps de Garde
La plage de Corps de Garde ou Anse Corps de Garde est une plage située sur la commune de Sainte-Luce en Martinique.

## Géographie
L'anse Corps de Garde se situe entre l'Anse Mabouya et la plage de Pont Café. Ces plages sont accessibles à pied par le sentier côtier.

## Tourisme
Les plages disposent d'une piscine maritime et d'un centre nautique. Elles sont très fréquentées. D'importants complexes hôteliers sont situés en retrait des plages derrière le cordon de forêt littoral.

## Évolution du site
La plage est soumise à une forte érosion. Le cordon littoral recule sensiblement depuis plusieurs années 

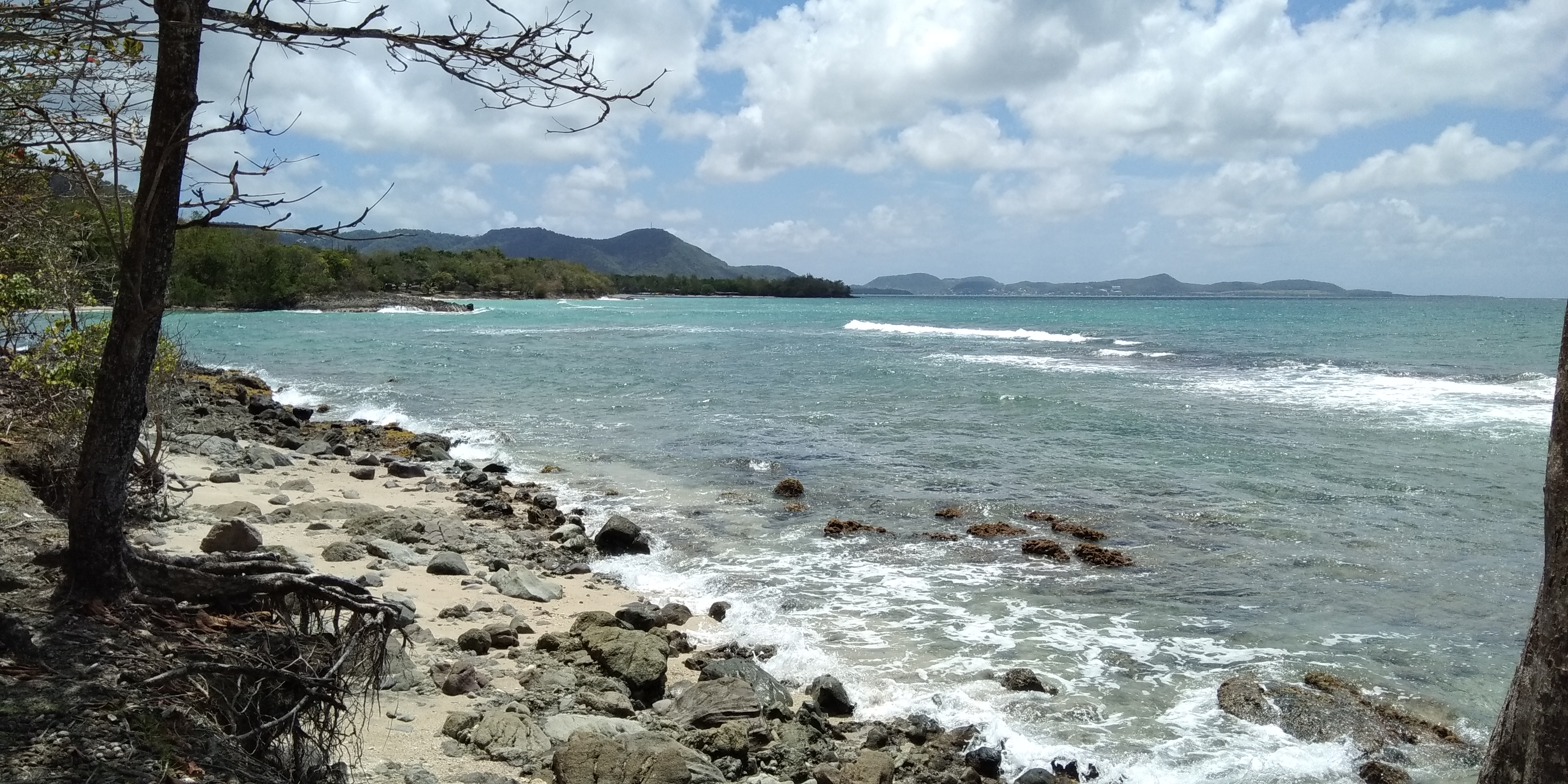
Rochers au niveau du hameau Le Désert. L'érosion se manifeste par le déracinement des arbres au bord du rivage.
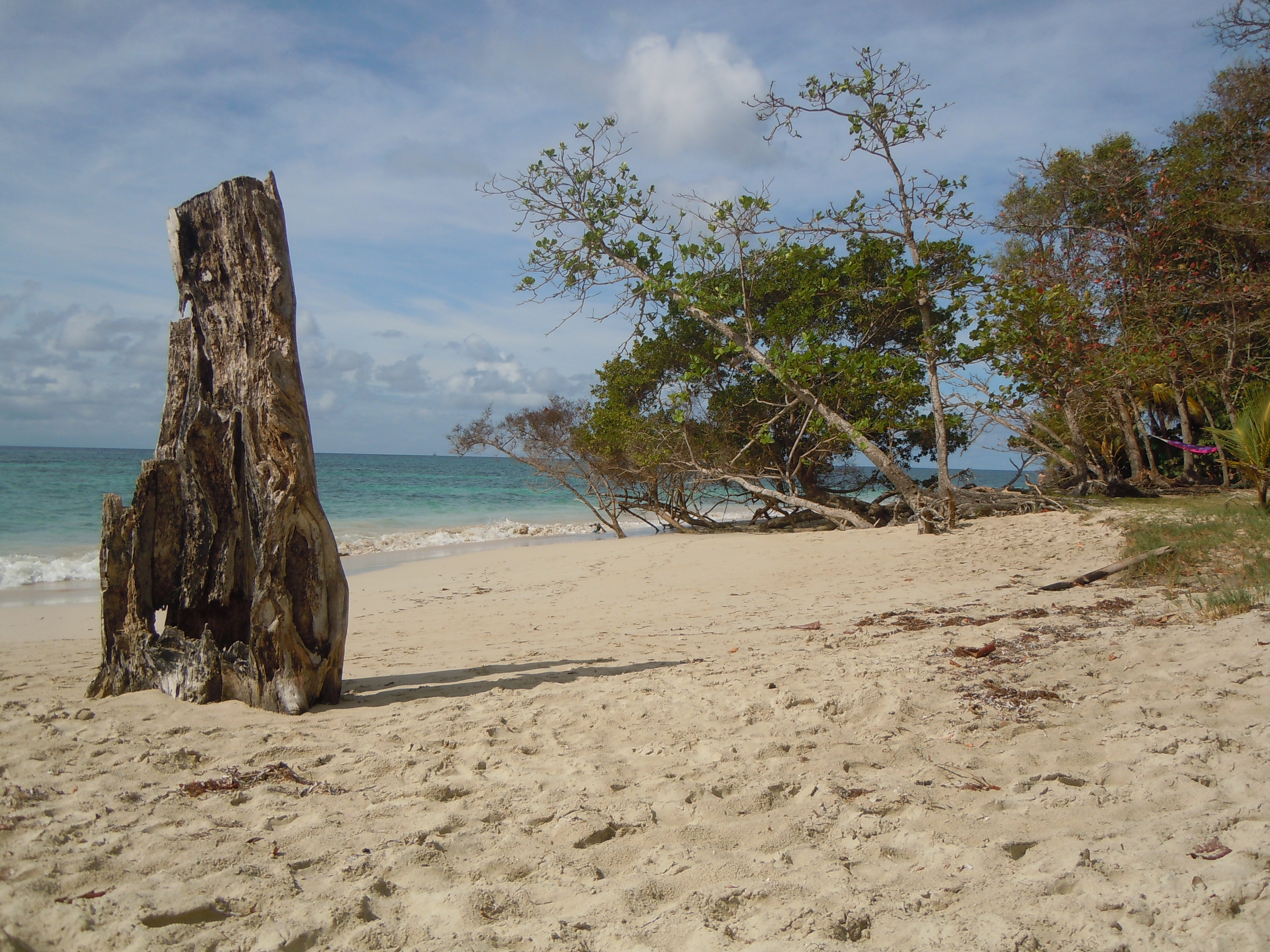
Tronc d'arbre mort, témoin du recul de la plage du fait de l'érosion.